# Центр безпеки Windows

Центр безпеки Windows у Windows Vista, повідомляє про відсутність антивірусного захисту

Центр безпеки Windows у пакеті оновлень 2 для Windows XP повідомляє, що антивірусний продукт не встановлено.

Центр безпеки Windows  (англ. Windows Security Center, раніше відомий як Action Center і Security Center у попередніх версіях) — це компонент сімейства операційних систем Windows NT, який контролює стан безпеки та обслуговування комп’ютера. Його критерії моніторингу включають оптимальну роботу антивірусного програмного забезпечення, особистого брандмауера, а також робочий стан резервного копіювання та відновлення, захисту доступу до мережі (NAP), контролю облікових записів користувачів (UAC), звітування про помилки Windows (WER) і оновлення Windows. Він сповіщає користувача про будь-які проблеми з відстежуваними критеріями, наприклад, коли антивірусна програма не оновлена або не працює.

## Робота
Безпека та технічне обслуговування складається з трьох основних компонентів: панелі керування, служби Windows та інтерфейсу прикладного програмування (API), наданого Windows Management Instrumentation (WMI).
Аплет панелі керування поділяє критерії моніторингу на категорії та позначає їх кольором. Жовтий колір позначає некритичне попередження, наприклад, деякі параметри не відстежуються або не є оптимальними. Червоний колір означає критичне повідомлення, наприклад, антивірусна програма вимкнена.
Служба під назвою «Центр безпеки» визначає поточний стан налаштувань. Служба за замовчуванням запускається при запуску комп'ютера; він постійно стежить за змінами в системі та сповіщає користувача, якщо виявляє проблему. У версіях Windows до Windows 10 він додає піктограму сповіщення на панель завдань Windows.
Постачальник WMI робить налаштування доступними для системи. Сторонні постачальники антивірусного, антишпигунського програмного забезпечення та персонального брандмауера переважно реєструються у відділі безпеки та обслуговування через постачальника WMI. У Windows Vista додано новий набір API, який дозволяє програмам отримувати сукупний стан працездатності в розділі «Безпека та обслуговування» та отримувати сповіщення про зміну стану справності. Ці API дозволяють програмам підтверджувати, що система перебуває в працездатному стані, перш ніж виконувати певні дії. Наприклад, комп’ютерна гра може забезпечити роботу брандмауера перед підключенням до онлайн-гри.

Охорона та обслуговування відповідає за наступне:
- Запит стану персонального брандмауера та його ввімкнення
- Запит статусу програми захисту від зловмисного програмного забезпечення, її ввімкнення та вказівка на самооновлення
- Запит статусу параметрів безпеки в Інтернеті та запит користувача змінити їх, якщо вони не є оптимальними
- Запит статусу налаштувань контролю облікових записів користувачів і запит користувача змінити його, якщо він не є оптимальним
- Планування та виконання завдань автоматичного обслуговування, що включає швидке сканування на наявність шкідливих програм, дефрагментацію диска, діагностику енергоефективності [1]
- Опитування статусу резервного копіювання та відновлення та прохання користувача запланувати резервне копіювання, якщо його немає (тільки для Windows 7)
- Запит статусу історії файлів ; однак користувач не попереджається про це (тільки для Windows 8 і новіших версій)
- Запит статусу HomeGroup ; жодних сповіщень про це не видається
- Керування проблемами, зареєстрованими за допомогою звітів про помилки Windows: користувач може переглядати свої дані, надсилати їх до Microsoft, якщо вони не надсилаються автоматично, запитувати рішення для них (хоча в більшості випадків такого немає) або вибірково видалити їх.

## Історія версій

### Windows XP SP2
З обговорень із клієнтами корпорація Майкрософт дізналася, що існувала плутанина щодо того, чи вживали користувачі належних заходів для захисту своїх систем, і чи були вони ефективними.  На основі цього дослідження корпорація Майкрософт ухвалила рішення включити видиму панель керування до пакета оновлень 2 для Windows XP, яка забезпечить консолідоване уявлення про найважливіші функції безпеки. Пакет оновлень 2, випущений у серпні 2004 року, включає першу версію Windows Security Center (WSC). Ця версія відстежує оновлення Windows, брандмауер Windows і наявність антивірусної програми. Сторонніх постачальників персональних брандмауерів і пакетів антивірусного програмного забезпечення було рекомендовано використовувати WSC API для реєстрації своїх продуктів у WSC.
25 серпня 2004 року PC Magazine опублікував статтю у своєму інформаційному бюлетені Security Watch під назвою «Загроза фальсифікації Центру безпеки Windows XP SP2», у якій описувалась уразливість конструкції, яка могла дозволити шкідливому програмному забезпеченню маніпулювати Центром безпеки для відображення хибного стану безпеки незалежно від справжньої безпеки. статус. Для цього шкідливому програмному забезпеченню потрібні права адміністратора. Microsoft відповіла на їх претензії, стверджуючи, що якщо частина зловмисного програмного забезпечення отримує адміністративні привілеї, їй не потрібно нічого підробляти, оскільки вона може здійснювати набагато неприємніші зловмисні дії. 

### Windows Vista
WSC у Windows Vista відстежує нові критерії, такі як антишпигунське програмне забезпечення, контроль облікових записів користувачів і налаштування безпеки Internet Explorer. Він також може відображати логотипи сторонніх продуктів, зареєстрованих у Центрі безпеки.
На відміну від Windows XP, у бета-версіях Windows Vista WSC не можна було вимкнути або змінити. Виробник програмного забезпечення для безпеки Symantec виступив проти цього, зазначивши, що це спричинить велике збентеження споживачів, оскільки про будь-які проблеми з безпекою повідомлятимуть як WSC, так і інструменти Symantec одночасно.  McAfee, ще один великий постачальник програмного забезпечення для безпеки, подав аналогічні скарги.  Зрештою Microsoft дозволила відключити WSC. 

### Windows 7
У Windows 7 Центр безпеки Windows перейменовано на Центр дій. Він був розроблений для централізації та зменшення кількості повідомлень про систему; як такий, він охоплює як безпеку, так і обслуговування комп’ютера.  Його значок сповіщень на панелі завдань Windows з’являється лише тоді, коли є повідомлення для ознайомлення, і замінює п’ять окремих значків сповіщень у Windows Vista.  Також було додано посилання «Усунення несправностей», яке забезпечує ярлик нової панелі керування усунення несправностей Windows 7.

### Windows 8
У Windows 8 Action Center відстежує 10 нових елементів: обліковий запис Microsoft, активацію Windows, SmartScreen, автоматичне обслуговування, стан накопичувача, програмне забезпечення пристрою, програми для запуску, домашню групу, історію файлів і місця для зберігання. 

### Windows 10

Центр безпеки Windows Defender у Windows 10 і Windows 11.

У Windows 10 назва «Центр дій» тепер використовується для сповіщень програм і швидких дій.  Центр дій з Windows 8.1 був перейменований на Безпеку та обслуговування, що викликало плутанину серед користувачів та ІТ-адміністраторів.  Він більше не відображає піктограму в області сповіщень, але зберігає всі функції Windows 8.1 Action Center. Посилання «Усунення несправностей» видалено в Windows 10 Fall Creators Update.
Починаючи з Windows 10 Creators Update, Microsoft представила новий компонент під назвою Windows Defender Security Center (WDSC), який надає майже ті самі функції. Цей новий компонент є програмою універсальної платформи Windows, а також є інтерфейсом за замовчуванням для Windows Defender.   Він покладається на власну службу під назвою «Служба центру безпеки Windows Defender».

У порівнянні з безпекою та обслуговуванням WDSC:
- контролює антивірусне програмне забезпечення та брандмауери, драйвери пристроїв, безпеку пристроїв, ємність пам’яті, захист облікових записів, батьківський контроль, SmartScreen і Windows Update [14]
- має власну піктограму в області повідомлень (чорно-білий щит, розділений хрестом на чотири сектори)
- може повністю контролювати Windows Defender [12]
- розпізнає та підтримує антивірус і брандмауер сторонніх виробників (версія 1709 і пізніші): [14] після виявлення такого програмного забезпечення воно автоматично вимикається

У Windows 10 версії 1809 Центр безпеки Windows Defender було перейменовано на Центр безпеки Windows. 

## Дивись також
- Список компонентів Microsoft Windows
- Антивірус Microsoft Defender
- Microsoft Security Essentials